# Boxed
Boxed kommt aus dem Englischen und bezeichnet den Zustand, dass sich etwas in einer Kiste oder Schachtel (engl. Box) befindet.
Im PC-Bereich werden Prozessoren als boxed bezeichnet, die in Originalverpackung und meist mitsamt passendem Kühler, Installationsanleitung und ggf. Wärmeleitpad oder Wärmeleitpaste verkauft werden.
Neben boxed gibt es auch die Verkaufsform tray (Verpackung in einer speziell geformten Kunststoffschale für mehrere Einheiten, automatisch entnehmbar).
Abseits von CPUs wird anstelle von boxed der Begriff retail (engl. für Einzelhandel) verwendet. Bei solchen Produkten geben Hersteller teilweise längere Garantiezeiten.